# Пизани, Николо
Николо Пизани (итал. Niccolò Pisani) — венецианский адмирал, участник венециано-генуэзской войны (1350—1355). Представитель династии Пизани.

## Биография
13 марта 1339 года ему было поручено перевезти венецианских послов на Босфор, и эта должность занимала эту должность до декабря, когда он был назначен кастеляном Модона, где он оставался до лета 1339 года. В 1342 году вернулся в венецианский флот и был нанят капитаном галеры с заданием защищать венецианские владения в Эгейском море и атаковать пиратсов, благодаря чему 26 февраля 1345 года получил вознаграждение.
В 1350 году, когда вражда между Венецией и Генуей вновь переросла в открытую войну, венецианский дож Андреа Дандоло передал опытному Пизани командование главным флотом республики. Пизани был отправлен в 1352 году, чтобы сразиться с генуэзским флотом Паганино Дориа, недалеко от Константинополя. Там Пизани одержал победу в жестоком сражении с генуэзцами у Босфора, но из-за тяжёлых потерь венецианцы не смогли продолжить боевые действия. Позже Пизани уничтожит генуэзский флот у Сардинии.
В 1354 году в битве при Порто-Лонго Дориа нанёс сокрушительное поражение Пизани, окончившее войну. Хотя обычным наказанием для венецианского адмирала была бы смерть, предыдущие победы и популярность Пизани среди простых жителей города принесли ему помилование: ему запретили занимать должности и приговорили к шести месяцам тюремного заключения.
Племянник Николо Витторио участвовал в сражении при Порто-Лонго, и в будущем командовал венецианским флотом более 20 лет, который в итоге одолеет генуэзцев в битве при Кьоджи в одноимённой войне.